# Rudolf Düppe
Rudolf Josef Düppe (* 23. Juli 1947 in Menden, Nordrhein-Westfalen) ist ein deutscher Politiker (CDU). Von 1994 bis 2009 war er Bürgermeister der Stadt Menden (Sauerland). 1999 wurde er zum ersten hauptamtlichen Bürgermeister Mendens gewählt.

## Leben
Rudolf Düppe schloss 1966 eine Ausbildung zum Maschinenschlosser ab, bevor er ein Jahr später durch Abendkurse die Fachhochschulreife nachholte. Nach zwei Jahren bei der Bundeswehr begann er 1969 ein Studium des Maschinenbaus in Iserlohn und 1972 ein Lehramtsstudium für berufliche Schulen in Aachen. Als Berufsschullehrer arbeitete er fortan bis 1999. 1984 wurde er zum stellvertretenden Leiter der beruflichen Schulen in Lüdenscheid befördert, zwei Jahre später rückte er auf den Leiterposten vor. Zwischen 1991 und 1999 leitete er die gewerblichen, sozialpädagogischen und hauswirtschaftlichen Schulen (heute: Hönne-Berufskolleg) in seiner Heimatstadt Menden.
Rudolf Düppe ist verheiratet und hat zwei Kinder. 2014 wurde er von Erzbischof Hans-Josef Becker zum Diakon geweiht. 

## Politik
Rudolf Düppe trat 1965 in die Junge Union und in die CDU ein. Drei Jahre später übernahm er den Vorsitz der JU Menden, 1971 auch den der Jungen Union im Kreis Iserlohn. Dem neu gebildeten Kreistag des Märkischen Kreises gehörte er von 1975 bis 1999 ohne Unterbrechung an. 1991 wurde er zum Vorsitzenden der CDU-Kreistagsfraktion gewählt. Elf Jahre lang (1981 bis 1992) war Rudolf Düppe außerdem Vorsitzender des Mendener Ortsverbands der CDU, nachdem er 1977 schon einmal die Ortsunion anführte. Als stellvertretender Vorsitzender der CDU im Märkischen Kreis fungierte er 1980.
Zum ehrenamtlichen Bürgermeister der Stadt Menden wurde Rudolf Düppe 1994 gewählt. Fünf Jahre später, als erstmals ein hauptamtlicher Bürgermeister gesucht wurde, stellte er sich erneut der Wahl und wurde mit knapp 76 Prozent der Stimmen im Amt bestätigt. 2004 setzt sich Rudolf Düppe mit knapp 60 Prozent der Stimmen in der Stichwahl gegen den FDP-Kandidaten Gerhard Deimel durch.
Der planmäßige CDU-Bürgermeisterkandidat Thomas Busch trat im März 2009 überraschend von seiner Kandidatur zurück. Rudolf Düppe erklärte sich im Mai 2009 nach Aufforderung durch die Mendener CDU-Vorsitzendenkonferenz dazu bereit, bei den Kommunalwahlen am 30. August 2009 noch einmal für das Amt des Bürgermeisters zu kandidieren. Dabei unterlag er jedoch mit einem Stimmenanzahl von 45 Prozent seinem SPD-Gegenkandidaten Volker Fleige (55 Prozent). Am 21. Oktober 2009 übernahm Volker Fleige das Amt Düppes.